# Вулканічний кролик
Кро́лик вулкані́чний, або безхво́стий також відомий як тепорінго або закатуче (Romerolagus diazi, англ. Volcano rabbit) — вид зайцеподібних ссавців родини зайцевих, якого виділяють у монотипний рід безхвостий кролик (Romerolagus).

## Опис
Згідно з даними Leopold (1959), довжина тіла становить від 270 до 316 мм, хвіст непомітний. Забарвлення темно-буре на спині і темне сірувато-буре на череві. Вуха короткі (40-44 мм), кінці заокруглені, ноги і стопи короткі. Кролики виду нагадують не стільки своїх родичів по родині, скільки пискух Ochotona, з такими ж короткими круглими вухами і короткими ж лапами при відсутньому хвості. За будовою черепа вулканічні кролики також схожі на пискух і на кроликів виду Sylvilagus.

## Розповсюдження
Кролик безхвостий мешкає в невеликому гірському районі центральної Мексики в межах Федерального округу і штатів Морелос і Пуебла.

## Спосіб життя
Leopold (1959) спостерігаючи вулканічних кроликів, встановив, що їх популяція розташовується на дуже обмеженій території. Вона включає відроги вулканів Попокатепетль і Істаксіватль, а також сусідні хребти, що примикають до Мексиканської долини зі сходу і півдня. Вулканічні кролики живуть у відкритих соснових лісах з густим підліском і заростями трав Epicampes і Festuca, на висотах від 2 800 до 3 200 м над рівнем моря. Вони живуть у норах або скелястих печерках і, подібно до пискух, мають розгалужену систему шляхів для пересування в густій рослинності. За даними Durrell і Mallinson (1970) нори кроликів Romerolagus вириті в м'якому ґрунті, вхідні отвори спрямовані на південь. Нори мають складну будову, мають багато виходів, у камерах кролиці влаштовують гнізда з трави, листя і пуху. Кролики Romerolagus активні вночі і у сутінки, але в похмуру погоду виходять і вдень. Вдень їх часто зустрічають і під час шлюбного сезону. Холодним ранком вони гріються на сонці, особливо якщо перед цим йшов дощ. Пересувається безхвостий кролик дрібною риссю, рідко — стрибками. З трав, схоже, полюбляє ароматну м'яту Cunila tritifolium, яка росте в соснових лісах. Вулканічні кролики, що містилися в зоопарку Джерсі отримували сухий корм для шиншил з протеїновими добавками, а також різноманітні фрукти, трави, інші корми рослинного походження. Послід, схожий на заячий, але значно дрібніший.
За спостереженнями Durrell і Mallinson (1970), кролики Romerolagus живуть невеликими колоніями. Вони видають два типи звуків — писк і своєрідний пронизливий гавкіт на дуже високих тонах. Задніми лапами кролики барабанять по землі, як і їх європейські родичі (Oryctolagus).

## Розмноження
Розмножуються кролики вулканічні кролики з березня по червень або початок липня. У приплоді троє дитинчат (від 1 до 4). Молодь ховається в підземній норі, але ставши самостійними, кроленята покидають батьків. Самка із зоопарку Джерсі привела на світ двох дитинчат 19 квітня і знову принесла приплід 21 серпня того ж року. Друга вагітність тривала 38-40 днів, молоді перебували з матір'ю 25-30 днів, після чого покинули її.

## Збереження
Кролик безхвостий внесений у Червоний список МСОП під категорією «види під загрозою зникнення (EN)», і у Додаток I до Конвенції СІТЕС. Цей кролик знаходиться під захистом держави у Мексиці, проте за даними дослідників на нього все ще полюють, а м'ясо цих тварин йде на корм собакам. Інша проблема скорочення чисельності популяції — скорочення звичних місць існування і конкуренція з боку домашньої худоби, що поїдає траву на пасовищах. У 1969 популяція вулканічних кроликів оцінювалася у 1 000 —1 200 особин. У даний час підрахунок не проводився, але відмічено зникнення вулканічних кроликів з місць, де вони зазвичай зустрічалися.